# Eryonidae
Eryonidae is een familie van kreeftachtigen uit de klasse van de Malacostraca (hogere kreeftachtigen).